# Maplestonia cirrata
Maplestonia cirrata is een mosdiertjessoort uit de familie van de Candidae. De wetenschappelijke naam van de soort is voor het eerst geldig gepubliceerd in 1885 door MacGillivray.